# تنسيق الخطوط
تنسيق الخطوط هو معيار خط مخطط طورته أبل في أواخر الثمانينات كمنافس لخطوط أدوبي من النوع الأول المستخدمة في بوست سكريبت.

## نبذة
أصبح الشكل الأكثر شيوعا للخطوط على أنظمة تشغيل ماك أو إس الكلاسيكية، وماك أو إس، ومايكروسوفت ويندوز. والقوة الأساسية تنسيق الخطوط كانت في الأصل أنها قدمت لمطوري الخطوط درجة عالية من التحكم على وجه التحديد في كيفية عرض الخطوط الخاصة بهم، وصولا إلى البيكسل معينة، في مختلف أحجام الخطوط مع استخدامات تقنيات العرض المتنوعة على نطاق واسع اليوم، لم يعد التحكم على مستوى البيكسل مؤكدًا في خط تنسيق الخطوط.

## التاريخ
تنسيق الخطوط كان معروفا خلال مرحلة تطويره، أولا من قبل الاسم الرمزي «باس» ولاحقا من قبل الاسم الرمزي«رويال»  وتم تطوير النظام ثم تم إصداره في نهاية المطاف باسم تنسيق الخطوط مع إطلاق نظام ماك 7 في مايو 1991 الخطوط التفصيلية الأولية لـتنسيق الخطوط وعائلات Times Roman و Helvetica و Courier  وخط pi "Symbol" قاموا بتكرار خطوط PostScript الأصلية الخاصة بـ Apple LaserWriter. وكما استبدلت ابل أيضًا بعض خطوطها النقطية التي تستخدمها واجهة المستخدم الرسومية لإصدارات نظام Macintosh السابقة (بما في ذلك جنيف وموناكو ونيويورك) بخطوط تنسيق الخطوط الخارجية القابلة للتحجيم. من أجل التوافق مع الأنظمة القديمة، فقامت أبل بشحن هذه الخطوط، وامتداد تنسيق الخطوط وإصدار مدرك لـ تنسيق الخطوط من Font / DA Mover for System 6 . للتوافق مع Laserwriter II ، طورت Apple خطوطًا مثل ITC Bookman و ITC Chancery بتنسيق الخطوط.
وكل من هذه الخطوط يمكن الآن أن تتناسب مع جميع الأحجام على الشاشة والطابعة، مما يجعل نظام ماكنتوش 7 أول نظام تشغيل يعمل بدون أي خطوط نقطية، ولم تعرض أنظمة تنسيق الخطوط المبكرة - كونها لا تزال جزءًا من النظام الفرعي لرسومات QuickDraw من Apple - خطوط Type 1 على الشاشة كما تفعل اليوم.. في ذلك الوقت، كان العديد من المستخدمين قد استثمروا بالفعل أموالا طائلة في خطوط Type 1 التي لا تزال مملوكة لشركة Adobe. كجزء من تكتيك أبل لفتح شكل الخط مقابل رغبة Adobe في إبقائه مغلقًا أمام الجميع باستثناء مرخصي Adobe ، قامت Apple بترخيص تنسيق الخطوط لشركة Microsoft . عندما تم الإعلان عن موقع تنسيق الخطوط والترخيص لشركة Microsoft ، ألقى John Warnock من Adobe خطابًا شديد اللهجة ادعى فيه أن Apple و Microsoft كانت تبيع زيت الثعبان، ثم أعلن أن تنسيق Type 1 مفتوح لأي شخص لاستخدامها.
وفي الوقت نفسه، في مقابل تنسيق الخطوط، والتي حصلت ابل على ترخيص لـ TrueImage ، وهي لغة وصف صفحات المتوافقة مع PostScript في وصف الصفحات مملوكة من قبل مايكروسوفت والتي يمكن أن تستخدمها أبل في طباعة الليزر. . لم يتم تضمين هذا في أي من منتجات ابل عندما تم عقد صفقة لاحقة بين ابل وادوبي، حيث وعدت ادوبي بوضع مترجم تنسيق الخطوط في لوحات طابعة PostScript الخاصة بهم. جددت ابل اتفاقياتها مع ادوبي لاستخدام PostScript في طابعاتها، مما أدى إلى انخفاض مدفوعات الإتاوات لشركة ادوبي، التي بدأت في ترخيص وحدات التحكم في الطابعة القادرة على التنافس مباشرة مع طابعات ليزر رايتر من ابل.
وكان جزء من استجابة Adobe لتعلم أن تنسيق الخطوط ان الذي كان قيد التطوير هو إنشاء برنامج Adobe Type Manager لتوسيع نطاق خطوط Type 1 للإخراج المصقول على الشاشة. على الرغم من أن أجهزة الصراف الآلي تكلف المال في البداية، بدلا من المجانية مع نظام التشغيل، أصبح معيارا بحكم الواقع لأي شخص يشارك في النشر المكتبي. عرض Anti-aliased ، جنبًا إلى جنب مع قدرة تطبيقات Adobe على التكبير لقراءة كتابة صغيرة، بالإضافة إلى دمجها مع تنسيق خط PostScript Type 1 المفتوح الآن، مما وفر حافزًا لانفجار تصميم الخط وفي النشر المكتبي للصحف والمجلات.
قامت أبل موسعة  تنسيق الخطوط مع إطلاق  تنسيق الخطوط GX في عام 1994، مع جداول إضافية في sfnt التي شكلت جزءا من كويك درو GX. قدم هذا امتدادات قوية في مجالين رئيسيين. أولاً كان محاور الخط (التغير)، على سبيل المثال السماح للخطوط بضبطها بسهولة من الفاتح إلى الغامق أو من الضيق إلى الواسع - مسابقة تقنية «الماجستير المتعدد» من ادوبي ثانيًا، كان لاين لاي اوت مانيجر، حيث يمكن ترميز تسلسلات معينة من الأحرف للقلب إلى تصميمات مختلفة في ظروف معينة، ومفيدة على سبيل المثال لتقديم حروف ربط لـ "fi" و "ffi" و "ct" وما إلى ذلك مع الحفاظ على مخزن دعم الأحرف اللازمة للمدققات الإملائية والبحث عن النص. ومع ذلك، فإن عدم وجود أدوات سهلة الاستخدام لصنع تنسيق الخطوط جي اكس يعني أنه لم يكن هناك أكثر من عدد قليل من خطوط جي اكس.
والكثير من التكنولوجيا في تنسيق الخطوط GX ، بما في ذلك التحويل والاستبدال، تعيش على أنها AAT (طباعة ابل المتقدمة) في ماك اوس. يحاول البعض من مطوري الخطوط خارج ابل إنشاء خطوط AAT ؛ بدلاً من ذلك، أصبح اوبن تايب هو تنسيق sfnt السائد.

### اعتماد من قبل مايكروسوفت
لضمان اعتماده على نطاق واسع، قامت ابل بترخيص تنسيق الخطوط لـمايكروسوفت مجانًا. بحلول عام 1991، أضافت مايكروسوفت تنسيق الخطوط إلى بيئة تشغيل ويندوز 3.1. بالشراكة مع مقاوليها، مونوتايب ايماجنينق، بذلت مايكروسوفت الكثير من الجهد لإنشاء مجموعة من خطوط تنسيق الخطوط عالية الجودة التي كانت متوافقة مع الخطوط الأساسية التي تم تجميعها مع معدات بوست سكريبت في ذلك الوقت. وشمل ذلك الخطوط القياسية مع ويندوز حتى يومنا هذا: تايمز نيو رومان (متوافق مع تايمز رومان) واريال (متوافق مع هيلفيتيقا) و Courier New (متوافق مع Courier). يجب أن يفهم المرء أن كلمة «متوافقة» تعني امرين: أولاً، أن الخطوط متشابهة في المظهر، وثانيًا - والأهم من ذلك - الخطوط لها نفس عرض الأحرف، وبالتالي يمكن استخدامها للاستفادة منها لتنضيد نفس المستندات دون إعادة تدفق النص.
واستخدم فنيو مايكروسوفت ومونوتايب تقنية تلميح تنسيق الخطوط للتأكد من أن هذه الخطوط لا تعاني من مشكلة عدم الوضوح عند الدقة المنخفضة، والتي فرضت سابقًا استخدام الخطوط النقطية لعرض الشاشة. دمجت التطورات اللاحقة في التكنولوجيا أول مضاد للتعرج، والذي يعمل على تنعيم حواف الخطوط على حساب ضبابية طفيفة، وعرض البيكسل الفرعي مؤخرًا (يتم تنفيذ مايكروسوفت بالاسم كلير تايب)، والذي يستغل بنية البيكسل لشاشات LCD القائمة لزيادة الدقة الظاهرية للنص. فقامت مايكروسفت تسويق كلير تايب بكثافة، ويتم الآن استخدام تقنيات عرض البيكسل الفرعي للنص في نطاق واسع على جميع الأنظمة الأساسية.
وطورت شركة مايكروسوفت أيضا تقنية «الخط الذكي»، التي سميت  Type Open في عام 1994، ثم أعيدت تسميتها إلى OpenType في عام 1996 عندما دمجت دعم الخطوط العريضة Adobe Type 1 glyph.

## TrueType اليوم

### ماكنتوش ومايكروسوفت ويندوز
لقد كانت تنسيق الخطوط منذو فترة طويلة الشكل الأكثر شيوعا للخطوط على نظام التشغيل ماك OS الكلاسيكي وماك OS X ومايكروسفت ويندوز، على الرغم من أن نظامي التشغيل ماك OS X ومايكروسوفت ويندوز يشتملان أيضًا على الدعم الأصلي لتنسيق Adobe من النوع 1 وامتداد OpenType إلى تنسيق الخطوط (منذ نظام التشغيل Mac OS X) 10.0 وWindows 2000). في حين أن بعض الخطوط المتوفرة مع أنظمة التشغيل الجديدة هي الآن بتنسيق OpenType ، فإن معظم الخطوط المجانية أو الرخيصة التابعة لجهات خارجية تستخدم TrueType العادي.
كما أدت زيادة الدقة والأساليب الجديدة لعرض الشاشة إلى تقليل متطلبات تلميح هو معيار خط مخطط طورته أبل في أواخر الثمانينات كمنافس الشامل. لتجاهل أسلوب العرض الذي تتبعه ابل على نظام التشغيل macOS جميع التلميحات الموجودة في خط هو معيار خط مخطط طورته أبل في أواخر الثمانينات كمنافس تقريبًا، بينما يتجاهل ClearType من Microsoft العديد من التلميحات، ووفقًا لمايكروسوفت، يعمل بشكل أفضل مع الخطوط «ذات التلميحات الخفيفة».

### لينكس ومنصات أخرى
أنشأ مشروع FreeType الخاص بـ ديفد تورنير تطبيقًا مستقلاً لمعيار تنسيق الخطوط (بالإضافة إلى معايير الخطوط الأخرى في فري تايب ٢). يتم تضمين فري تايب في العديد من توزيعات لينكس.
حتى مايو ٢٠١٠، كانت هناك انتهاكات محتملة لبراءات الاختراع في فري تايب ١ لأن أجزاء من الجهاز الظاهري لتلميح تنسيق الخطوط حصلت على براءة اختراع بواسطة ابل، وهي حقيقة غير مذكورة في معايير تنسيق الخطوط. (يُطلب من حاملي براءات الاختراع الذين يساهمون في المعايير المنشورة من قبل هيئة معايير رئيسية مثل ISO الكشف عن نطاق براءات الاختراع الخاصة بهم، لكن تنسيق الخطوط لم يكن مثل هذا المعيار.)  تضمن فري تايب ٢ مؤشرًا تلقائيًا اختياريًا لتجنب التكنولوجيا الحاصلة على براءة اختراع، ولكن انتهت صلاحية براءات الاختراع هذه، لذا فإن فري تايب ٢.٤ يتيح الآن هذه الميزات افتراضيًا.

## الملاحظات الفنية

### الخطوط الموسعة

يتم تعريف مقطع منحنى بيزير التربيعي بنقطتي نهاية ونقطة تحكم واحدة. تتكون هذه الدائرة من ثمانية أجزاء متجاورة. المربعات هي نقاط نهاية والدوائر هي نقاط تحكم.

وتتكون الخطوط العريضة للأحرف (أو الحروف المرسومة) في خطوط تنسيق الخطوط من مقاطع مستقيمة ومنحنيات بيزر التربيعية. بهذي المنحنيات هي رياضيا أبسط وأسرع لتجهيزها من المنحنيات المكعبة بيزر، التي تستخدم في كل من عالم بوست ديسكرايب المركز من تصميم الرسومات وفي خطوط النوع 1. ومع ذلك، تتطلب معظم الأشكال مزيدًا من النقاط لوصفها بمنحنيات تربيعية مقارنة بالمكعبات. يعني هذا الاختلاف أيضًا أنه لا يمكن تحويل النوع 1 بدون فقدان إلى تنسيق تنسيق الخطوط، على الرغم من أنه من الممكن عمليًا إجراء تحويل بدون فقدان البيانات من تنسيق الخطوط إلى النوع 1. 

### لغة التلميح
تتضمن أنظمة TrueTypeآلة افتراضية تنفذ البرامج داخل الخط، وتعالج «التلميحات» من الرموز. وهذه تشوه نقاط التحكم التي تحدد المخطط، بقصد أن ينتج الراسم عددا أقل من السمات غير المرغوب فيها على الغلاف. ويراعي كل برنامج من برامج التلميحات الجليفة الحجم (في البيكسلات) الذي ينبغي أن يعرض فيه الجليب، فضلاً عن عوامل أخرى أقل أهمية في بيئة العرض.
وعلى الرغم من عدم القدرة على تلقي المدخلات وإنتاج المخرجات على النحو المفهوم عادة في البرمجة، إلا أن لغة True Type الملحنة تقدم الشروط المسبقة الأخرى للغات البرمجة: التفرع المشروط (إذا كانت البيانات)، الذي يهيمن على عدد اعتباطي من المرات (بيانات من نوع FOR- وبيانات من نوع بينما)، والمتغيرات (على الرغم من أنها مجرد فترات زمنية مرقمة في منطقة من الذاكرة يحفظها الخط)، وتحويل الرمز إلى وظائف. تعليمات خاصة تسمى تلميحات دلتا هي أقل مستوى تحكم، تنقل نقطة تحكم عند حجم بكسل واحد فقط
والميزة التي تتماز بها تقنيات برمجة تنسيق الخطوط قلايف الفعالة هي أنها تقوم بأكبر قدر ممكن باستخدام متغيرات محددة مرة واحدة فقط في الخط بالكامل (على سبيل المثال: عرض الساق، ارتفاع الغطاء، ارتفاع x. هذا يعني تجنب تعليمات دلتا قدر الإمكان. يساعد هذا المطور الخط على إجراء تغييرات كبيرة على سبيل المثال: النقطة التي يقفز عندها الخط الرئيسي للخط بأكمله من ١ إلى ٢بكسل في معظم مراحل التطوير.
يظل إنشاء تنسيق الخطوط جيد يمثل قدرًا كبيرًا من العمل، على الرغم من زيادة سهولة استخدام البرامج لإضافة تلميحات إلى الخطوط. لذلك فإن العديد من تنسيق الخطوط لها تلميحات بدائية فقط، أو لديها تلميحات يتم تطبيقها تلقائيًا بواسطة محرر الخطوط، مع نتائج ذات جودة متغيرة.

### تضمين الحماية
يسمح تنسيق الخطوط بالنوع الأساسي لإدارة الحقوق الرقمية - حقل علم قابل للتضمين يحدد ما إذا كان المؤلف يسمح بتضمين ملف الخط في أشياء مثل ملفات بي دي اف ومواقع الويب. يمكن لأي شخص لديه حق الوصول إلى ملف الخط تعديل هذا الحقل مباشرةً، وتوجد أدوات بسيطة لتسهيل تعديله، من الواضح أن تعديل هذا الحقل لا يعدل ترخيص الخط ولا يعطي حقوقًا قانونية إضافية، واللتى كانت موضع جدل حول قضايا حقوق التأليف والنشر المحتملة.

### تنسيقات الخطوط

#### مجموعةTrueType
ترو تايب كوليكشن (TTC) هو امتداد لتنسيق الخطوط يسمح بدمج خطوط متعددة في ملف واحد، مما يؤدي إلى توفير مساحة كبيرة لمجموعة من الخطوط مع العديد من الصور الرمزية المشتركة، كانت متوفرة لأول مرة في الإصدارات الصينية واليابانية والكورية من ويندوز، وهي مدعومة لجميع المناطق في ويندوز ٢٠٠٠ والإصدارات الأحدث.
تضمن نظام ماك OS الكلاسيكي دعم TTC بدءًا من نظام التشغيل ماك OS 8.5. في نظام التشغيل ماك OS و ماكOS الكلاسيكيين، يحتوي TTC على نوع الملف ttcf.

#### تعبيري
نفّذت أبل تمديداً ملكيّاً للسماح بملفات اللون.

### تنسيقات الملفات

#### أساسي
يتكون الخط الأساسي من جداول متعددة محددة في رأسه. ويمكن لاسم الجدول أن يصل إلى 4 حروف.
يبدأ ملف TrueType Collection بجدول ttcf الذي يسمح بالوصول إلى الخطوط داخل المجموعة من خلال الإشارة إلى رؤوس فردية لكل خط مضمن. تشترك الخطوط الموجودة داخل المجموعة في نفس جدول رسم الخطوط العريضة، على الرغم من أن كل خط يمكن أن يشير إلى مجموعات فرعية ضمن تلك المخططات التفصيلية بطريقته الخاصة، من خلال جداول "cmap" و "name" و "loca" الخاصة به.
يشير ملحق .ttf إلى خط TrueType عادي أو خط OpenType مع مخططات TrueType ، بينما يتم حجز ملحق .ttc لـ TTCs. محرر الأحرف المعرف بواسطة المستخدم النهائي لـ Windows (EUDCEDIT. EXE) ينشئ خط TrueType باسم EUDC. TTE.  يجب أن يكون لخط OpenType مع مخططات PostScript الخارجية بامتداد .otf. مبدئيًا، قد يكون لخط OpenType مع مخططات TrueType امتداد .otf ، ولكن نادرًا ما يتم ذلك عمليًا.
في نظام التشغيل Mac OS و macOS الكلاسيكيين، يعد OpenType أحد التنسيقات العديدة التي يشار إليها باسم خطوط تفرع البيانات، لأنها تفتقد إلى تفرع موارد Mac الكلاسيكي.

#### حقيبة سفر
يتم استخدام تنسيق حقيبة السفر لـ TrueType في نظامي Mac OS و macOS الكلاسيكيين. وهو يضيف معلومات إضافية خاصة بـ Apple.
مثل TTC ، يمكن التعامل مع خطوط متعددة في ملف واحد. لكن على عكس TTC ، تلك الخطوط التي لا تحتاج أن تكون ضمن نطاق العائلة.
تأتي الحقائب بتنسيقات Resource-fork و data-fork. كان إصدار Resource-fork هو تنسيق الحقيبة الأصلي. تم دعم حقائب البيانات فقط، والتي تضع محتويات تفرع المورد في تفرع البيانات، لأول مرة في macOS. الحقيبة المعبأة في تنسيق البيانات فقط لها الامتداد dfont .

#### PostScript
وفي لغة PostScript ، يتم التعامل مع مخططات TrueType باستخدام غلاف PostScript مثل Type 42 للخطوط ذات المفاتيح الاسمية أو Type 11 للخطوط ذات المفتاح CID.

## الروابط خارجية
- TrueType specification (Apple)